# Parallelklang
Als Parallelklang bezeichnet man in der musikalischen Funktionstheorie Akkorde, die auf den Nebenstufen einer Tonart gebildet und als terzverwandte Vertreter der Hauptfunktionen (Tonika, Dominante, Subdominante) interpretiert werden. Die Grundtöne paralleler Akkorde liegen analog zu den Paralleltonarten in Durtonarten eine Terz unter, in Molltonarten einer Terz über dem Grundton der jeweiligen Hauptfunktion.
In der Schreibweise der Funktionstheorie werden dabei Dur-Klänge immer mit Großbuchstaben bezeichnet, Moll-Klänge mit Kleinbuchstaben.
Bei der leitereigenen Terzverwandtschaft ist das Tongeschlecht des Parallelklangs stets gegensätzlich zum Ausgangsklang:
- Tp: Mollparallele der Dur-Tonika (bei Tonika C-Dur also a-Moll)
- tP: Durparallele der Moll-Tonika (bei Tonika a-Moll also C-Dur)

- Sp: Mollparallele der Dur-Subdominante (bei Subdominante F-Dur also d-Moll).
- sP: Durparallele der Moll-Subdominante (bei Subdominante d-Moll also F-Dur)

Da in der Dur-Moll-Tonalität für die Dominantfunktion eines Akkords der Leitton zur Tonika funktionsbestimmend ist, bezieht sich die Dominantparallele in Moll in der Regel auf die durch Hochalteration der Terz gebildete Dur-Dominante:
- DP: Durparallele der Dur-Dominante in Moll (bei Dominante E-Dur also G-Dur)

Die Durparallele eines Mollakkords in dominantischer Funktion ist unter Vorbehalten in einem modalen Kontext möglich:
- dP: Durparallele der Moll-Dominante (bei Dominante e-Moll also G-Dur)

Wenn chromatisch veränderte (alterierte) Terzen verwendet werden, können auch gleichgeschlechtliche Parallelklänge als Variantklänge auftreten; man spricht dann von „erweiterter“ Tonart. Beispiele:
- TP: Durparallele zur Dur-Tonika (bei Tonika C-Dur also A-Dur; „verdurte“ Parallele)
- tp: Mollparallele zur Moll-Tonika (bei Tonika a-moll also c-Moll; „vermollte“ Parallele)

Eine andere Art von terzverwandten Nebendreiklängen sind die Gegenklänge.